# Erythroxylum nelson-rosae
Erythroxylum nelson-rosae är en tvåhjärtbladig växtart som beskrevs av T. Plowman. Erythroxylum nelson-rosae ingår i släktet Erythroxylum och familjen Erythroxylaceae. Inga underarter finns listade i Catalogue of Life.